# Operacja biełgorodzko-charkowska
Operacja biełgorodzko-charkowska (ros. Белгородско-Харьковская операция) znana również jako czwarta bitwa o Charków – operacja przeprowadzona w trakcie II wojny światowej przez Armię Czerwoną przeciwko wojskom niemieckim między 3 a 23 sierpnia 1943 roku na froncie wschodnim. W jej skład wchodziła operacja biełgorodzko-bogoduchowska. W wyniku operacji biełgorodzko-charkowskiej doprowadzono do ostatecznego wyzwolenia Charkowa po trzech wcześniejszych bitwach o to miasto oraz do odwrotu wojsk niemieckich za Dniepr.

## Wstęp

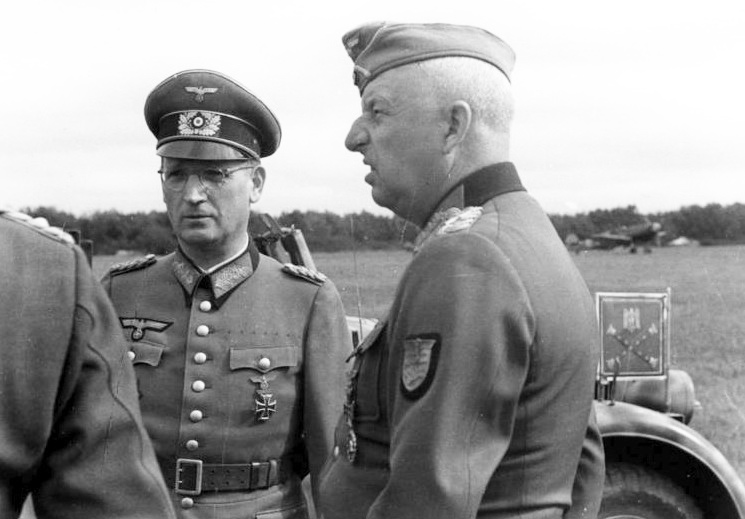
Erich von Manstein (po prawej) oraz Hans Speidel, sierpień 1943

Operacja Rumiancew została zaplanowana przez Stawkę jako główna ofensywa radziecka w lecie 1943 roku. Z powodu ciężkich strat poniesionych w lipcu w bitwie pod Kurskiem wojska radzieckie potrzebowały czasu na przegrupowanie. Operacja miała rozpocząć się 3 sierpnia. Celem jej było pokonanie 4 Armii Pancernej z Grupy Armii Kempf i części południowego skrzydła Grupy Armii Południe. Spodziewano się również, że niemiecka 1 Armia Pancerna i nowo powołana 6 Armia zostaną uwięzione przez natarcie sił Armii Czerwonej w kierunku Morza Azowskiego.
Strona radziecka wystawiła do ataku około 1 144 000 żołnierzy, 2418 czołgów oraz 13 633 sztuk broni i moździerzy. Wobec sił sowieckich armia niemiecka mogła wystawić 200 000 żołnierzy oraz 237 czołgów i dział pancernych.
Dowódca niemieckiej Grupy Armii Południe feldmarszałek Erich von Manstein przewidywał, że Sowieci przypuszczą atak przez rzeki Dniepr i Mius próbując dotrzeć do Morza Czarnego. Odcięłoby to wówczas siły niemieckie, które były rozciągnięte w południowej części Grupy Armii Południe. Przypominałoby to okrążenie z bitwy stalingradzkiej. 17 lipca dwa radzieckie fronty (Front Południowy i Front Południowo-Zachodni) przypuściły atak. III Rzesza przesunęła II Korpus Pancerny SS, XXIV Korpus Pancerny i LXXVI Korpus Armijny na południe, aby powstrzymać sowiecką ofensywę. W rzeczywistości celem radzieckich ataków było odciągnięcie wojsk niemieckich od głównego uderzenia Armii Czerwonej.
Radziecki plan przewidywał atak na 30 kilometrowym odcinku przeprowadzony przez 5 i 6 Gwardyjską Armię oraz 53 Armię. W tym celu skoncentrowano ciężką artylerię. Ofensywa miała przebić się przez pięć niemieckich linii obronnych, które znajdowały się między Kurskiem i Charkowem. Wspierane przez dwa dodatkowe korpusy, 1 Armia Pancerna i 5 Armia Pancerna miały wspomagać przełom otaczając Charków od strony północnej i zachodniej. Drugi atak, w kierunku zachodnim, po głównym przełomie miała przeprowadzić 27 i 40 Armia, przy wsparciu czterech korpusów złożonych z czołgów. Jednocześnie na południowo-wschodnim odcinku do ataku miały dołączyć 69 i 7 Gwardyjska Armia, a następnie 57 Armia Frontu Południowo-Zachodniego.

## Przebieg operacji

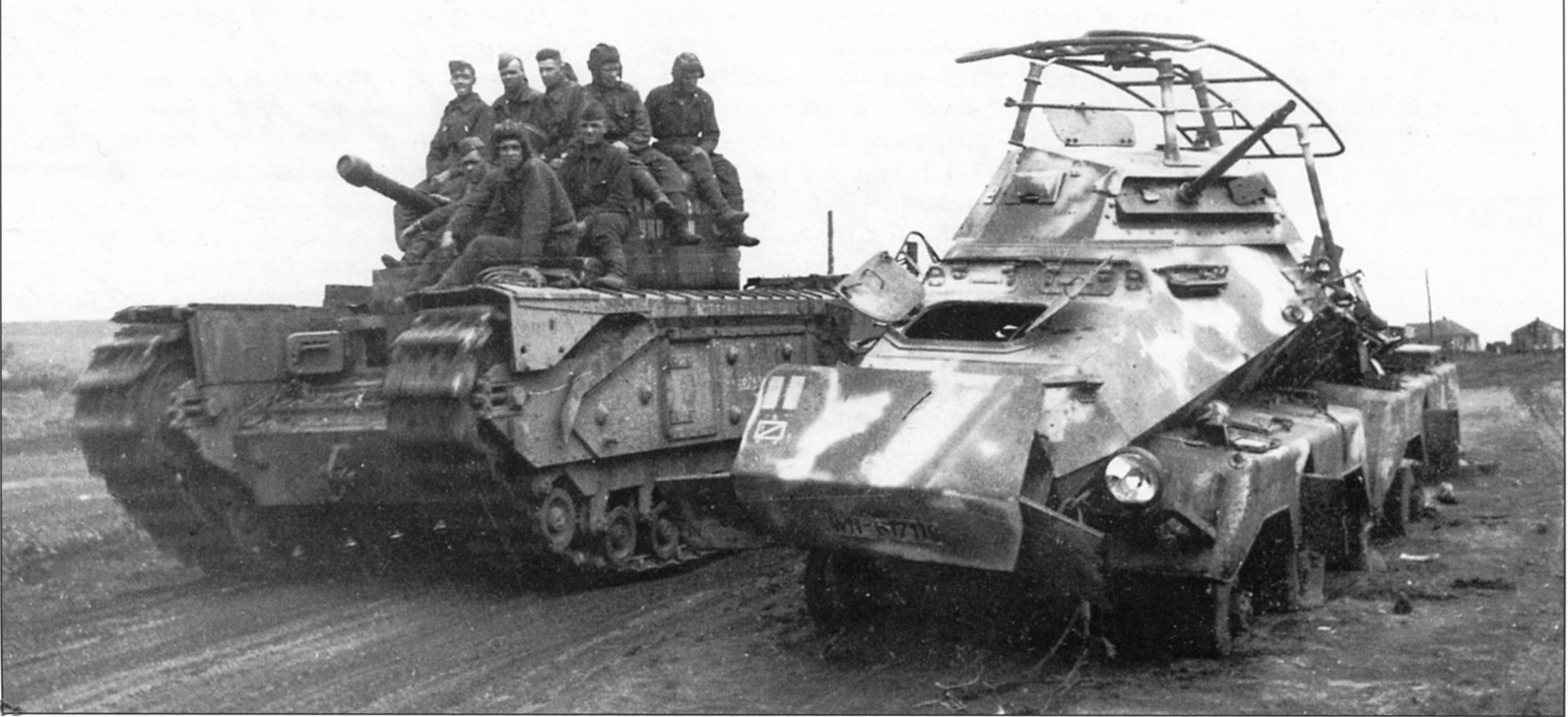
Czołg Mk IV Churchill używany przez wojska pancerne Armii Czerwonej m.in. podczas operacji Rumiancew

Operacja rozpoczęła się 3 sierpnia ostrzałem ciężkiej artylerii na niemieckie pozycje. Wojska frontów Woroneskiego i Stepowego nacierając szerokim frontem, długości 175 km, pomiędzy miejscowościami Sumy i Wołczańsk sforsowały rzekę Worskła i wdarły się w głąb pozycji obronnych 332 i 167 Dywizji Piechoty na głębokość 100 km. Wyzwoliły obszar pomiędzy Tomarowką a Biełgorodem aż pod Bogoduchow odrzucając tym samym osłabioną 19 Dywizję Pancerną. Na sowiecką ofensywę zostały skierowane niemieckie rezerwy z okolic Orła i Donbasu. Opóźniło to postęp 40 Armii jedynie o jeden dzień. Pomimo zaciętej obrony, Niemcom nie udało się powstrzymać dwóch armii pancernych. Siedem dywizji pancernych i zmotoryzowanych wchodzących w skład III Korpusu Pancernego oraz cztery dywizje piechoty zostały zebrane w celu kontrataku na nacierające siły radzieckie. Do 5 sierpnia, pokonując około 60 kilometrów, Sowieci przedarli się przez niemieckie linie obronne, wkraczając na tyły wojsk niemieckich zdobywając jednocześnie Biełgorod. Kontynuując ataki z północy i wschodu Armia Czerwona przebiła się przez niemieckie linie.
Po dziewięciu dniach na linię frontu przybyły dwie dywizje SS: „Das Reich” i „Totenkopf”. Rozpoczęły one kontratak na dwie radzieckie armie, które stacjonowały w pobliżu Bogoduchowa, miasta znajdującego się 30 km na północny zachód od Charkowa. W kolejnych bitwach pancernych dywizje SS zniszczyły sporą ilość radzieckich czołgów. Aby wspomóc 6 Armię Gwardyjską i 1 Armię Pancerną do bitew dołączyła 5 Gwardyjska Armia Pancerna. Wszystkie trzy armie radzieckie mocno ucierpiały tracąc ponad 800 ze 1112 czołgów. Wsparcie powstrzymało niemiecki kontratak, jednakże ofensywa została wstrzymana.
Po zatrzymaniu operacji w okolicach Bogoduchowa, Niemcy rozpoczęli kontratak na przełęczy znajdującej się pomiędzy Achtyrką i Krasnokutśkiem. Kontrofensywa rozpoczęła się 18 sierpnia, a 20 sierpnia oddziały „Totenkopf” i „Großdeutschland” znalazły się na tyłach wojsk sowieckich. Część dwóch armii radzieckich i dwóch korpusów pancernych zostało uwięzionych. Jednakże z powodu większej liczebności wojsk sowieckich niektórym jednostkom udało się wydostać z okrążenia ponosząc jednocześnie spore straty. Po tej klęsce Armia Czerwona skoncentrowała swoje uderzenie na Charków i zajęła go po ciężkich walkach 23 sierpnia. Ofensywa przeprowadzona na to miasto nazywana jest zwykle przez Niemców czwartą bitwą o Charków. Atak prowadzony był z dwóch stron miasta, od północno-wschodniej i północno-zachodniej.

### Wyzwolenie Charkowa

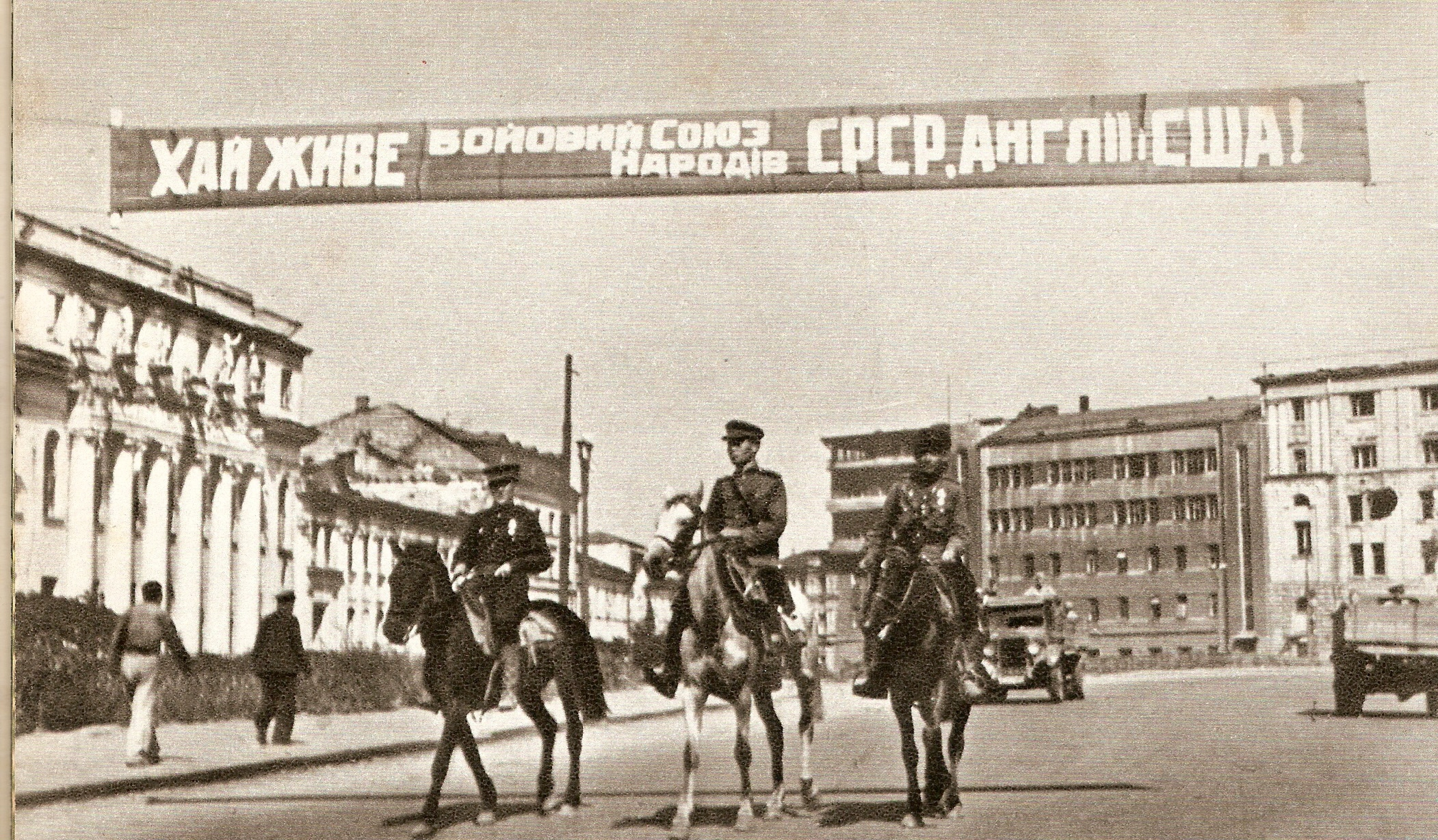
„Niech żyje wojenny sojusz państw ZSRR, Anglii i USA” – baner wiszący w mieście po wejściu Armii Czerwonej

Po wycofaniu się z Biełgorodu w nocy z 5 na 6 sierpnia 1943 roku XI Korpus Armijny pod dowództwem generała Erharda Rausa zajął pozycje obronne na rzekach Doniec i Łopań. Wojska radzieckie znalazły się 32 km za oddziałami niemieckimi. Aby zapobiec okrążeniu, XI Korpus zaczął się wycofywać w kierunku miasta. 11 sierpnia armie Frontu Stepowego po sforsowaniu Dońca opanowały Czugujew i wyszły na przedpola Charkowa. W międzyczasie toczyły się ciężkie walki o linię kolejową, które zakończyły się zwycięstwem Rosjan. Przerwanie szlaków komunikacyjnych prowadzących do miasta było poważnym ciosem dla morale wojsk niemieckich broniących pozycji w mieście. Oznaczało to także krytyczne opóźnienia w dostawach zaopatrzenia i transporcie wsparcia. Stanowiska niemieckie były coraz trudniejsze do utrzymania. Wojska Frontu Południowo-Zachodniego przełamały hitlerowską obronę nad Dońcem i Miusem i posuwały się w kierunku centralnych rejonów Zagłębia Donieckiego. Pomimo niekorzystnej sytuacji wojsk niemieckich w Charkowie, Adolf Hitler osobiście zadecydował o bronieniu miasta „za wszelką cenę”. 13 sierpnia jednostki Frontu Stepowego, po pokonaniu silnego oporu, przełamały zewnętrzny pierścień obrony Charkowa, który znajdował się 8–14 km od miasta. Wieczorem 17 sierpnia rozpoczęły się walki na jego północnych rubieżach. Józef Stalin wydał rozkaz natychmiastowego zajęcia Charkowa. Decyzja ta została podjęta w oparciu o informacje podawane w radiu, które głosiły, że wojska radzieckie zaczęły wkraczać do miasta (w rzeczywistości Charków nadal był pod kontrolą XI Korpusu). 21 sierpnia Erich von Manstein wydał zgodę na wycofanie z Charkowa. Wieczorem 22 sierpnia Iwan Koniew zarządził nocny szturm na miasto. W nocy z 22 na 23 sierpnia toczyły się liczne walki uliczne. Żołnierze 53, 69, 57 Armii, 7 armii gwardii oraz 5 Armii Pancernej zniszczyli całkowicie obronę przeciwnika. O godzinie 4:30 183 dywizja piechoty zajęła Plac Dzierżyńskiego. Przed świtem 23 sierpnia Moskwa ogłosiła całkowite opanowanie Charkowa przez Armię Czerwoną. 30 sierpnia miasto zostało całkowicie oswobodzone z oddziałów niemieckich. Tego samego dnia w mieście odbyła się uroczystość, w której uczestniczyli Gieorgij Żukow, Iwan Koniew i Nikita Chruszczow.

## Po operacji
Operacja biełgorodzko-charkowska zakończyła bitwę kurską. Podczas walk wojska frontów Woroneskiego i Stepowego rozbiły 15 dywizji niemieckich w tym 4 pancerne. W trakcie trzech tygodni natarcia wojsk Armii Czerwonej przesunęły się o 140 km w kierunkach południowym i południowo-zachodnim i rozszerzyły front natarcia do 300 km. Fronty Woroneski i Stepowy po rozbiciu zgrupowania biełgorodzko-charkowskiego i opanowaniu Charkowa groziły uderzeniem na donieckie zgrupowanie Wehrmachtu. Zwycięstwo operacji dawało perspektywy wyzwolenia całej lewobrzeżnej Ukrainy.
Straty poniesione w trakcie operacji są trudne do ustalenia ze względu na dużą liczbę żołnierzy biorących udział w walkach. Szacuje się, że straty poniesione przez ZSRR wyniosły 71 611 zabitych i 183 955 rannych. Związek Radziecki utracił 1864 czołgów, 423 dział artyleryjskich i 153 samolotów. Niemieckie straty wyniosły co najmniej 10 000 zabitych i zaginionych oraz 20 000 rannych. Szacuje się, że straty niemieckich czołgów są kilkakrotnie mniejsze niż straty czołgów radzieckich. W wyniku operacji Rumiancew praktycznie wszystkie niemieckie dywizje pancerne utraciły zdolność bojową. W trakcie prowadzonych walk od 5 lipca do 20 sierpnia 1943 liczba sprawnych niemieckich czołgów spadła z 2287 do 926 sztuk.

## Upamiętnienie

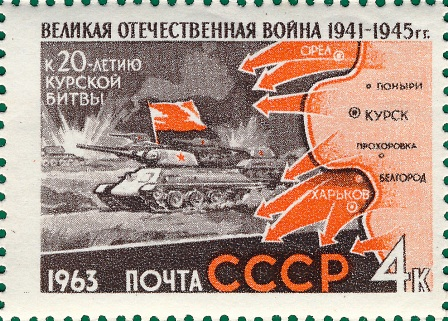
Wyzwolenie Charkowa na znaczku pocztowym, ZSRR 1963

- Wieczorem 23 sierpnia 1943 roku w Moskwie miało miejsce 20 salw artyleryjskich z 224 dział pozdrawiających wyzwolicieli[12].
- Oddziałom 89 Biełgorodzkiej Dywizji Piechoty Gwardii, 15, 28, i 93 dywizji gwardii oraz 84, 116, 183, 252, 299 i 375 dywizji piechoty nadano miano „Charkowskich”[12].
- W Charkowie w ramach upamiętnienia wyzwolenia miasta jedna ze stacji miejskiego metra otrzymała nazwę „23 sierpnia”[16].
- W mieście stoi także Pomnik żołnierza-wyzwoliciela upamiętniający to wydarzenie[17].